# Исетское (Свердловская область)
Исе́тское (до 1962 года — Темновское) — село в Каменском районе Свердловской области России. Входит в Каменский муниципальный округ.
Ранее входило в состав Маминского сельсовета Каменского района.

## География
Село Исетское расположено в 23 километрах к западу от города Каменска-Уральского (в 28 километрах по автодороге), в 90 километрах от Екатеринбурга, на левом берегу реки Исети. Относится к Маминской сельской администрации.
Участок реки Исети в границах села имеет несколько порогов и перекатов. Через Исетское по реке проходят сплавческие маршруты к порогу Ревуну. В восточной части села видны скальные гряды — обнажения вулканических туфов (зеленокаменные породы) силурийской системы.

## История

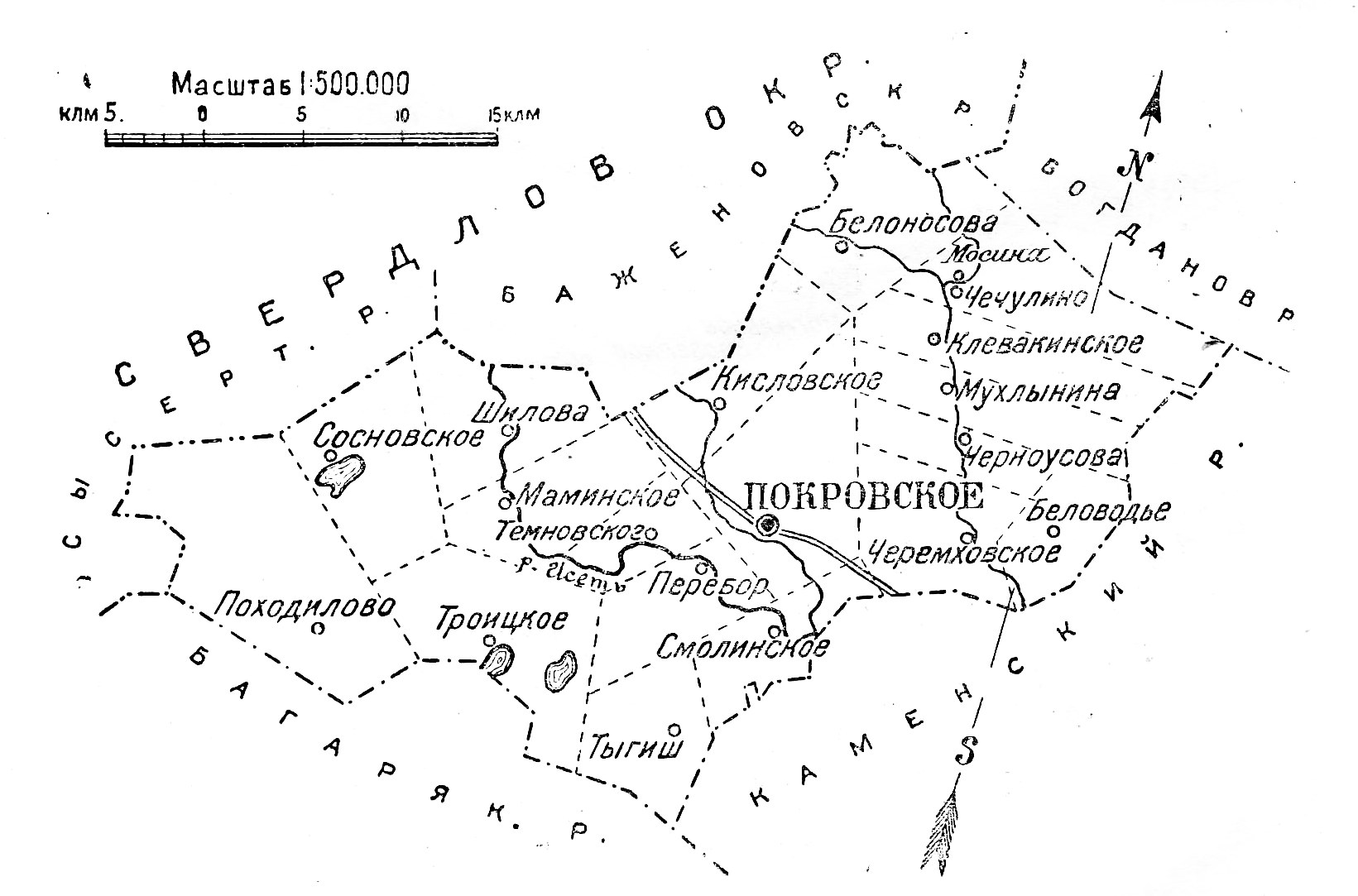
Темновское на схеме Покровского района; 1928 год

Вид с высоты на западную часть села и Исеть
Поселение Тёмная основано примерно в 1645 году на левом берегу реки Исети в сосновом бору, название получила из-за густо-тёмного соснового бора. В 1702 году деревня была сожжена башкирами. Село Темновское получило своё название после освящения построенного в 1845 году храма, дальнейшее переименование было в 1930-х годах в село Исетское. Своё настоящее название село получило от реки Исети.
2 марта 1886 года была открыта церковно-приходская школа в собственном здании и на конец 1909 года насчитывала 63 учащихся. Темновцы часто испытывали неурожайные годы; в 1889—1891 годах закрывали церковь (не на что было содержать церковнослужителей). 17 октября 1899 года в селе открылось «Темновское кредитное товарищество», через которое местные жители могли кредитоваться в Государственном банке на льготных условиях. Исторически жители села занимались земледелием, некоторые — извозом и торговлей хлебными продуктами. Открытие товарищества способствовало развитию хлебной торговли. В. Б. Калишев в своей книге о погоде Урала описывая вихри и смерчи и цитирует очевидца: «…Село Темновское, Екатеринбургского уезда, 1 июля 1900 года на местной церкви сорвало и сбросило два креста. Затем, обрушившись на реку, вихрь буквально раздвоил воду на двое…». В 1905 году в Темновке возник социал-демократический кружок, один из членов которого в 1918 году был комиссаром города Шадринска. Позднее он был расстрелян белыми. В 1912 году организовалась добровольная пожарная дружина в селе.
До 3 ноября 1923 года село находилось в составе Покровской волости Екатеринбургского уезда Пермской губернии. После объединения губерний в 1923 году вошло в состав Каменского района Шадринского округа Уральской области, в составе которой находилось до 1934 года. В 1934 году после упразднения Уральской области вошло в состав Челябинской области. В 1942 году весь район передан из Челябинской в Свердловскую область.
10 апреля 1959 года Решением облисполкома № 217 упразднены Темновский и Троицкий сельские советы, а их территории переданы в административно-территориальное подчинение Маминского сельсовета.
25 июня 1962 года Указом Президиума Верховного Совета РСФСР село Темновское переименовано в Исетское. 1 февраля 1963 года Указом Президиума Верховного Совета РСФСР был упразднён Покровский район, а сельсоветы, включая Маминский, в состав которого входило село, были переданы в состав Белоярского сельского района. 13 января 1965 года Указом Президиума Верховного Совета РСФСР был повторно образован Каменский район, а Маминский сельсовет включён в его состав.

## Население
| 1869 | 1901  | 1904  | 1908  | 1926  | 2002 | 2010 |
| ---- | ----- | ----- | ----- | ----- | ---- | ---- |
| 1022 | ↗1342 | ↘1340 | ↗1641 | ↘1374 | ↘206 | ↘173 |
| 2021 |       |       |       |       |      |      |
| ↘166 |       |       |       |       |      |      |

Структура
По данным Всероссийской переписи населения 2002 года, русские составляли 89 % от общего числа жителей Маминского, татары — 5 %. По данным переписи населения 2010 года, в селе проживали 173 человека — 78 мужчин и 95 женщин.

## Инфраструктура
Через село Исетское проходит транзитная автодорога на Маминское. Данная дорога делит Исетское на две части. Две основные улицы: Набережная и Ленина — расположены вдоль реки Исети. В селе есть пруд с плотиной, а также подвесной пешеходный мост через Исеть, ближайшие мосты через реку расположены в деревне Перебор в трёх километрах ниже по течению и в селе Маминское в десяти километрах выше по течению. Село электрифицировано; к центральному газоснабжению не подключено. Проводной интернет отсутствует, но есть доступ к сотовой связи. Работает продуктовый магазин.
Рядом находятся детские лагеря «Исетские зори» и «Колосок».
| Список улиц | Список улиц | Список улиц                         |
| #           | Тип         | Название                            |
| ----------- | ----------- | ----------------------------------- |
| 1           | улица       | Ленина                              |
| 2           | улица       | Набережная                          |
| 3           | улица       | Пионерская                          |
| 4           | улица       | Юбилейная                           |
| 5           | переулок    | Октябрьский                         |
| 6           | территория  | санаторий 7 ОАО КУЛЗ                |
| 7           | территория  | санаторий «Медик» горкома профсоюза |

## Транспорт
Дважды в сутки через село проходит пригородный автобус по маршруту № 102 (Каменск-Уральский — Сосновское), дважды — пригородный автобус по маршруту № 111 (Каменск-Уральский — Старикова). Ближайшая железнодорожная станция — Перебор — находится в 10 километрах к северо-востоку от Исетского, в посёлке Первомайском.

## Достопримечательности

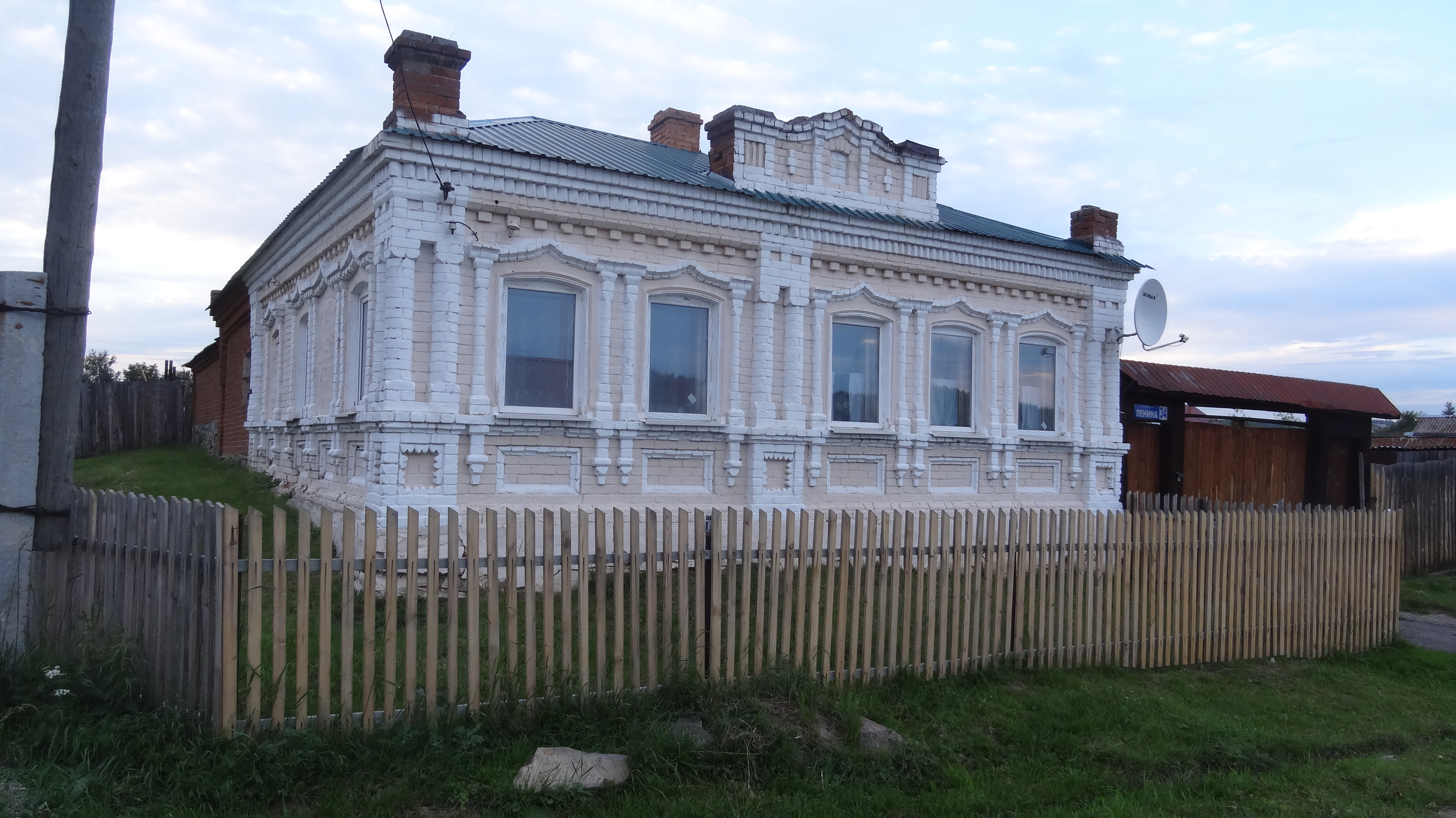
Дом в кирпичном стиле (состояние — в процессе реставрации); 2015 год

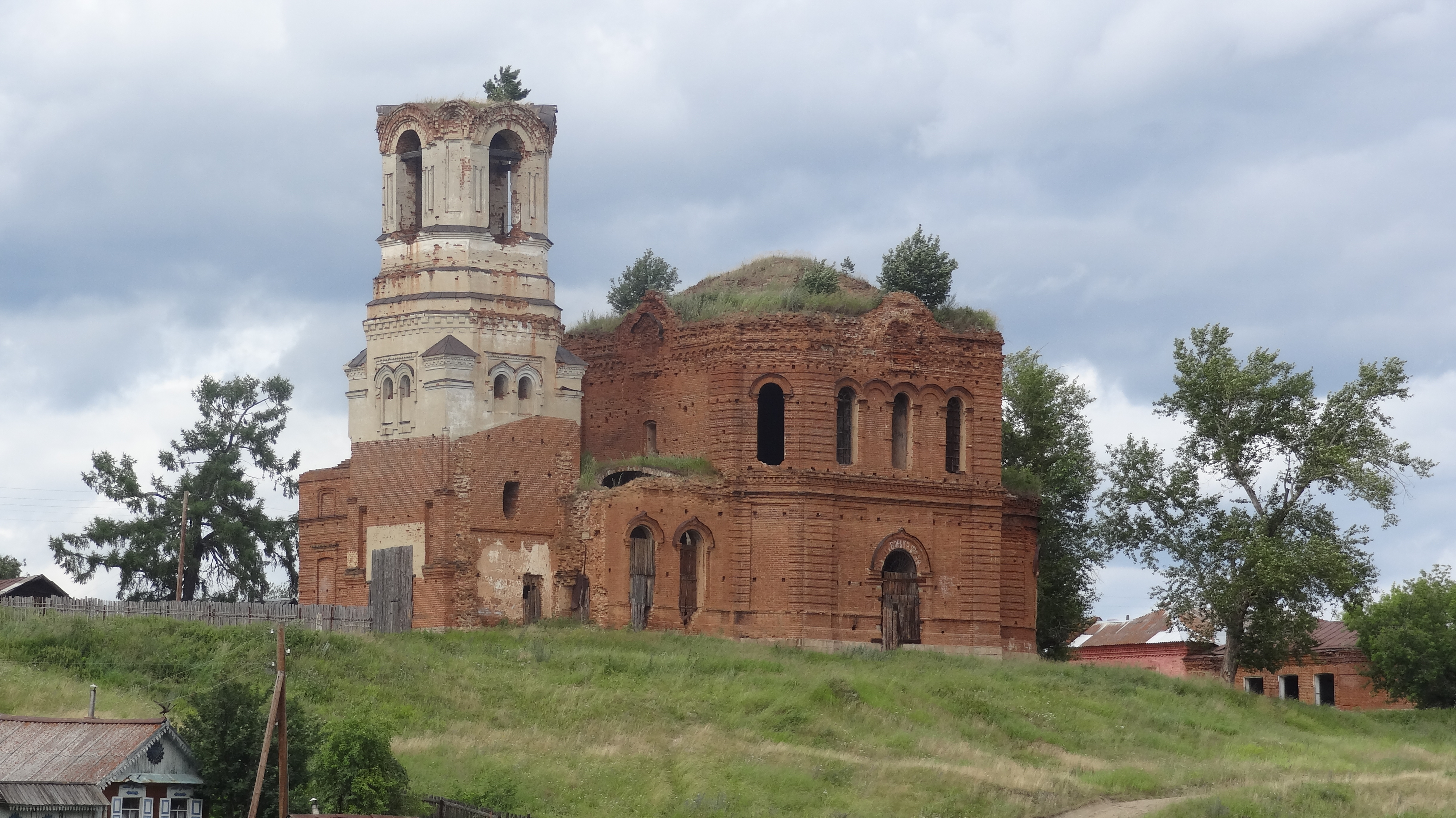
Современное состояние храма (вид с правого берега Исети); 2015 год

### Церковь Святого Николая Чудотворца
В центре села, на возвышенности, в нескольких десятках метров от реки Исети, находится не действующая много лет Николаевская церковь 1917 года постройки.
Первоначально была построена деревянная, двухпрестольная церковь. Приход был образован в 1845 году к моменту завершения строительства правого придела деревянного храма. Главный храм построен во имя святителя Николая, архиепископа Мирликийского, освящен 13 марта 1852 года. Правый придел во имя пророка Илии, освящён 6 декабря 1845 года.
В архивных документах указано, что композиция церкви формировалась постепенно. Первыми, в период с 1905 по 1910 год, были построены деревянная колокольня, сторожка и кладовая. В 1913 году Пермским строительным отделом был утверждён окончательный проект новой церкви. Строительные работы велись в 1910—1917 годах и были прекращены на этапе отделки фасадов. Фасадные плоскости храма расчленены по горизонтали рустами и карнизом на два яруса, а на углах закреплены широкими лопатками. Центр нижнего яруса выделен порталом с выступающим крыльцом. Карниз украшен аркатурным поясом и рядом мелких ширинок. Объём восьмерика усложнен полуглавием (круглым фронтоном), поднимающимся выше горизонтали карниза. Храм завершала шатровая кровля с декоративными главками. Интерьеры, за исключением фрагментов настенных росписей, не сохранились. Притвор перекрыт цилиндрическим сводом. Церковь считается памятником церковной архитектуры начала XX века с региональным русским стилем на Урале.
В 1930-е годы церковь закрыли, здание было передано для нужд Исетского колхоза в 1932 году, использовалась как сельскохозяйственный склад. В настоящее время на стенах церкви сохранились ряд фресок, храм не восстанавливается.
Священник Темновского села Екатеринбургского уезда Мокроусов Александр Ильич был расстрелян 12 (15) июня 1918 года. Согласно архивным данным, отец Александр был избит отрядом вооружённых людей, подвергнут издевательствам и глумлению, а позднее расстрелян из винтовок. 22 мая 2003 года (в день памяти святителя Николая чудотворца) состоялся крестный ход от церкви Архангела Михаила в селе Маминское до Исетской церкви. В храме был отслужен водосвятный молебен, стены храма окроплены. Затем ход прошествовал на кладбище, где было отслужено поминовение, а на могиле отца Александра Мокроусова установлены деревянные крест и ограда.
Церковь является объектом культурного наследия областного значения. Постановлением правительства от 28 декабря 2001 года находится под государственной охраной. Номер памятника культурного наследия 6600000722.

### Обелиск
В 1970 году недалеко от развалин церкви был установлен обелиск воинам, погибшим в Великой Отечественной войне. Обелиск выполнен из серого бетона, увенчан звездой. На фронтальной части размещена памятная плита с 77 увековеченными именами.